# Camponotus kolthoffi
Camponotus kolthoffi é uma espécie de inseto do gênero Camponotus, pertencente à família Formicidae.